# Štavalj
Štavalj (en serbe cyrillique : Штаваљ) est un village de Serbie situé dans la municipalité de Sjenica, district de Zlatibor. Au recensement de 2011, il comptait 268 habitants.

## Démographie
| 1948 | 1953 | 1961 | 1971 | 1981 | 1991 | 2002 | 2011 |
| ---- | ---- | ---- | ---- | ---- | ---- | ---- | ---- |
| 830  | 911  | 844  | 574  | 455  | 351  | 312  | 268  |

|  |